# Ballock
Ballock est un village du Cameroun située dans le département du Koupé-Manengouba et la Région du Sud-Ouest. Il fait partie de la commune de Bangem.

## Population
Lors du recensement de 2005, Ballock comptait 644 habitants.

## Infrastructures
Le plan communal de développement pour la commune de Bangem mentionne un accès possible par la route de Nguti-Bangem seulement lors de la saison sèche.